# スティーヴン・クームズ
スティーヴン・クームズ（Stephen Coombs, 1960年7月11日 - ）は、イギリスのピアノ奏者。

## 経歴
バーケンヘッドの出身。ジョーン・スレイドにピアノを師事し、王立ノーザン音楽大学でヘザー・スレイド＝リプキンの薫陶を受ける。13歳の時にはイングリッシュ・ナショナル・ピアノ・コンクールで二位入賞を果たした。さらに王立音楽大学のゴードン・グリーンの下で研鑽を積む。1975年にウィグモア・ホールでデビューを飾り、1977年にはハンガリーのフランツ・リスト国際ピアノ・コンクールで優勝している。1998年からロンドンで「ピアノ・ワークス」と題するピアノ音楽祭を主宰し、2001年からブラックヒース音楽院でも教鞭をとるようになった。